# Општина Бистра (Марамуреш)
Бистра (рум. Bistra) општина је у Румунији у округу Марамуреш.
Oпштина се налази на надморској висини од 400 m.